# Jérémie Boga
Jérémie Boga, född 3 januari 1997 i Marseille, Frankrike, är en ivoriansk fotbollsspelare som spelar för Nice. Han representerar även Elfenbenskustens landslag.

## Klubbkarriär
Den 21 juli 2018 värvades Boga av Sassuolo. Den 24 januari 2022 lånades han ut till Atalanta på ett låneavtal med en tvingande köpoption.
Den 25 juli 2023 värvades Boga av Nice.

## Landslagskarriär
Boga har representerat Frankrike på ungdomsnivå. I april 2017 valde Boga att representera Elfenbenskusten i landslagssammanhang. Boga debuterade för Elfenbenskustens landslag den 10 juni 2017 i en 3–2-förlust mot Guinea.

## Privatliv
Boga föddes i Marseille, Frankrike, till ivorianska föräldrar.